# Hans-Jürgen Wallbrecht
Hans-Jürgen Wallbrecht (n. 8 august 1943, Neubrandenburg, Republica Democrată Germană, Germania – d. 7 decembrie 1970) a fost un canotor ce a reprezentat Germania, medaliat olimpic. A participat la o ediție a Jocurilor Olimpice (1964) în care a câștigat o medalie de argint.

## Participări
Lista de mai jos prezintă principalele competiții la care a participat Hans-Jürgen Wallbrecht de-a lungul carierei.
- rowing at the 1964 Summer Olympics – men's eight[*][4]